# Hans Simon Holtzbecker

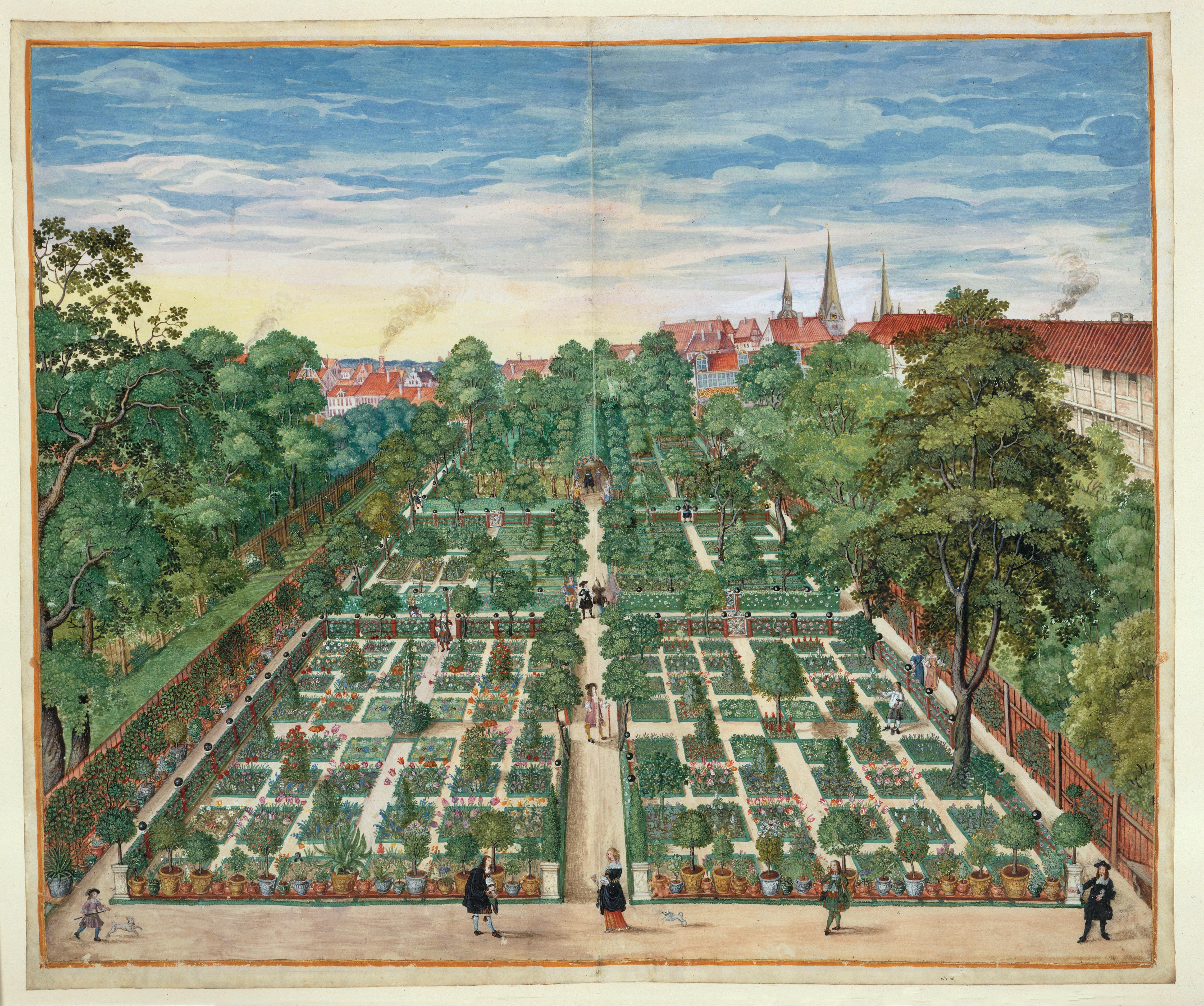
Hans Simon Holtzbecker, Der Barockgarten des Bürgermeisters Caspar Anckelmann in Hamburg, um 1660, Gouache, Kupferstichkabinett Berlin

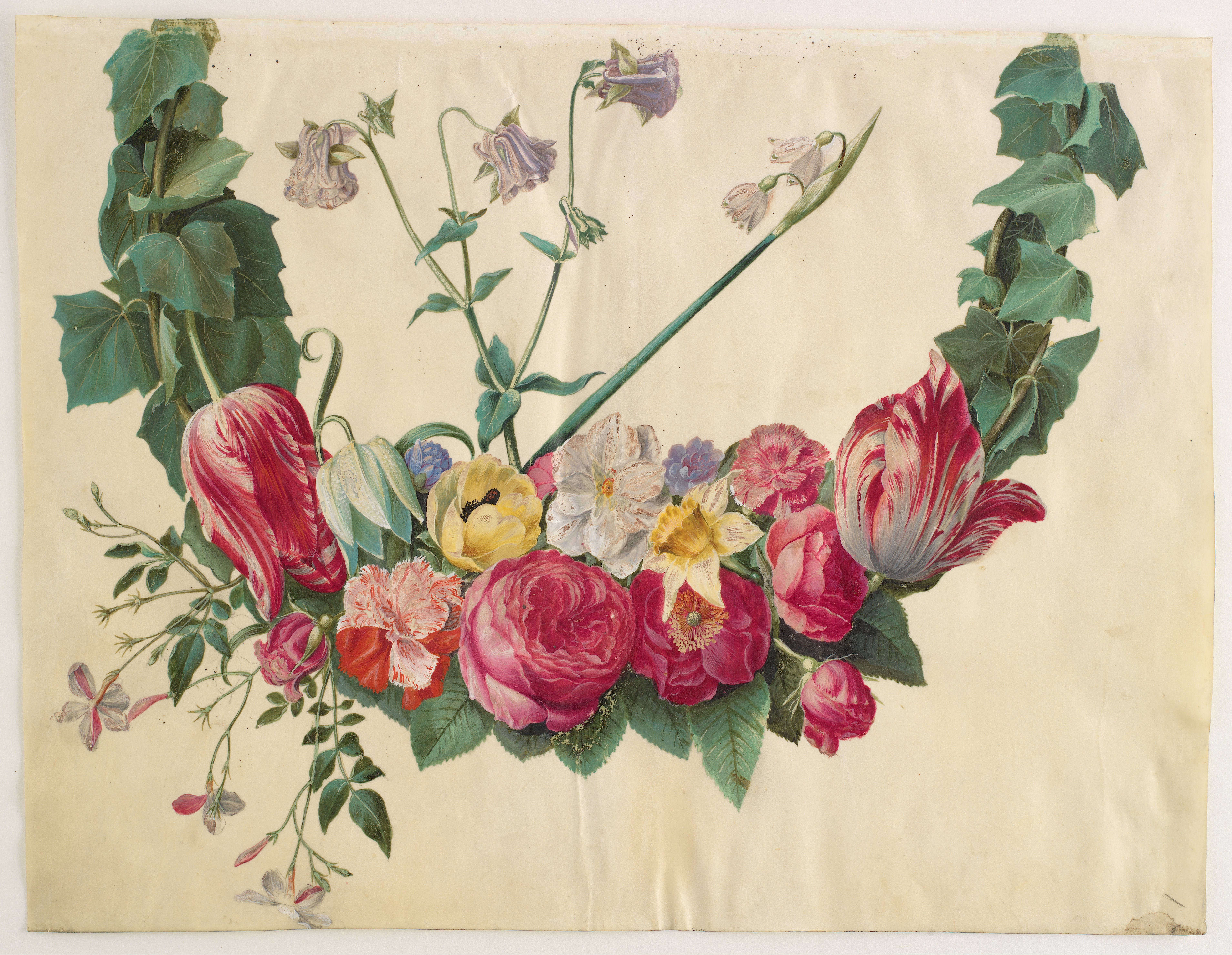
Blütengirlande aus dem Gottorfer Codex

Hans Simon Holtzbecker, auch Johannes Simon Holzbecher (* vor 1649; † nach 1671), war ein Hamburger Blumenmaler.

## Leben und Werke
Holtzbecker wurde durch seine Blumenbilder bekannt, von denen keines signiert ist, und die früher oftmals Maria Sybilla Merian zugeschrieben wurden. Er schuf im Auftrag Herzog Friedrichs III. von Schleswig-Holstein-Gottorf von 1649 bis 1659 den Gottorfer Codex, einen vierbändigen Pflanzenatlas, der in den Büchern der Gottorfer Rentekammer der Jahre 1654, 1655, 1659 und 1660 überliefert ist.  Seine Illustrationen bildeten die Grundlage der Wiedereinrichtung des Barockgartens. Im Jahr 1660 veröffentlichte Holtzbecker das Anckelmann-Florilegium mit 73 botanischen Illustrationen der Pflanzen im Garten des Hamburger Eberhard  Anckelmann (1599–1664), das seit 1888 im British Museum aufbewahrt wird. Sein Sohn der Oberalte und Senator Caspar Anckelmann (1634–1698) erweiterte den Garten zu einem Barockgarten, dessen Pflanzen Holtzbecker in einem weiteren Florilegium sowie in einer Gouache festhielt, die sich heute im Kupferstichkabinett Berlin befinden. Das Moller-Florilegium, weitere fünf Folianten mit Blumenbildern, entstand für den Hamburger Bürgermeister Barthold Moller, der 1643–1667 an der Spitze der Hansestadt stand. Von den drei bekannten erhaltenen Bänden Mollers befinden sich zwei in der Staats- und Universitätsbibliothek Hamburg und ein weiterer in der Oak Spring Garden Library in Upperville (Virginia). Ein drittes Florilegium, das Grüne Florilegium (früher das Husum Florilegium genannt), befindet sich wie der Gottorfer Codex in dänischem Staatsbesitz in Kopenhagen.

## Werke (Auswahl)
- Das Anckelmann-Florilegium. British Museum, London (um 1660, für Eberhard Anckelmann).[1]
- Das Anckelmann-Florilegium. Kupferstichkabinett Berlin (um 1660, für Caspar Anckelmann nebst Gemälde des Gartens).
- Das Moller-Florilegium. Band 1. Hamburg (resolver.sub.uni-hamburg.de – um 1660).
- Das Moller-Florilegium. Band 2. Hamburg (resolver.sub.uni-hamburg.de – um 1660).
- Der Gottdorfer Codex